# Кісоро (місто)
Кісоро — місто в Західному регіоні Уганди. Це головне місто округу Кісоро та місце розташування штабу округу.
Кісоро знаходиться біля кордону з Демократичною Республікою Конго та Руандою. Міська рада Кісоро розташована на середній висоті 1,929 метрів над рівнем моря.

## Огляд
Кісоро розташоване біля схилів гір Муфумбіро, які є частиною гір Вірунга та є домом для рідкісних гірських горил. Район може похвалитися  неперевершеними гірськими пейзажами, озером Мутанда, барвистими ринками та походами на вулкан. Місто є найближчим до Національного парку горил Мгахінга, і є прикордонним містом для тих, хто подорожує до Руанди чи ДРК для спостереження за горилами у Національному парку Вулканів або Національному парку Вірунга.

## Населення
Національний перепис 2002 року оцінив населення Кісоро в 11330 осіб. Бюро статистики Уганди (UBOS) оцінило населення в 12 700 осіб у 2010 році. У 2011 році UBOS оцінив населення в 12 900 осіб. У 2014 році національний перепис населення оцінив населення містечка в 17 561 осіб.

## Пам'ятки
Наступні об’єкти розташовані в межах міста або поблизу нього:
- Центральний ринок Кісоро;
- Аеропорт Кісоро, керований Управлінням цивільної авіації Уганди;
- Окружна лікарня Кісоро, державна лікарня на 160 ліжок, яка знаходиться під управлінням Міністерства охорони здоров’я Уганди;
- Озеро Мутанда;
- Національний парк Бвінді, де можна спостерігати за гірськими горилами;
- Національний парк горил Мгахінга;
- Голос Мухабури - місцева радіостанція, яка веде мовлення на частоті 88,9 FM. Радіо транслюється в прямому ефірі на Vomuhabura Online мовами руфумбіра, Рукіга, англійською та суахілі. Її слухачами є понад 6 мільйонів людей.